# 카이딘 황제
계정제(베트남어: Khải Định / 啓定 계정, 1885년 10월 8일 ~ 1925년 11월 6일)은 베트남 응우옌 왕조의 제12대 황제(재위 : 1916년 ~ 1925년)이자 안남 왕조의 초대 왕(재위: 1923년 ~ 1925년)이다. 휘(諱)는 응우옌푹뚜언(베트남어: Nguyễn Phúc Tuấn / 阮福晙 완복준)이며, 자는 보도(Bửu Đảo, 寶嶹)이다. 묘호는 홍종(弘宗, Hoằng Tông). 시호는 사천가운성명신지인효성경이모승렬선황제(베트남어: Tự Thiên Gia Vận Thánh Minh Thần Trí Nhân Hiếu Thành Kính Di Mô Thừa Liệt Tuyên Hoàng Đế / 嗣天嘉運聖明神智仁孝誠敬貽謨承烈宣皇帝)이다.

## 가족 관계
- 아들 : 바오 다이(보대제(保大帝)

| 전 임 유신제 | 제12대 베트남 응우옌 왕조의 황제 1916년 ~ 1925년 | 후 임 보대제 |